# باولا بورن
باولا بورن هي مؤرخة كندية، ولدت في 1941.